# Грант, Мэдисон
Мэдисон Грант (англ. Madison Grant; 19 ноября 1865, Нью-Йорк — 30 мая 1937, Нью-Йорк) — американский адвокат, известный в основном своей деятельностью в области евгеники и охраны природы.
Как евгенист, Грант активно участвовал в разработке жёстких законодательных ограничений иммиграции и межрасовых браков в США. Ему принадлежит одна из наиболее известных книг по «научному» расизму — «Конец великой расы» (1916), где излагается, в частности, нордическая идея.
Как защитнику дикой природы, Гранту ставится в заслугу спасение многих видов животных, основание различных природоохранных и филантропических организаций, а также внесение большого вклада в создание такой хозяйственной отрасли, как управление ресурсами дикой фауны.

## Биография
Грант родился 19 ноября 1865 года в Нью-Йорке старшим из четырёх детей в семье Габриэля Гранта (Gabriel Grant) — известного врача, участвовавшего в Гражданской войне в США в качестве военного хирурга, и Каролины Мэйнис (Caroline Manice) — потомка Джессэ де Фореста (Jesse de Forest), валлонского гугенота, в 1632 году возглавившего группу поселенцев, обосновавшихся в Новых Нидерландах. Первым родившимся в Америке предком Мэдисона Гранта со стороны отца был Ричард Трит (Richard Treat), ставший в 1630 году одним из первых пуританских поселенцев в Новой Англии. Среди предков Гранта по отцовской линии были: Роберт Трит (Robert Treat), колониальный губернатор Нью-Джерси; Роберт Трит Пэйн (Robert Treat Paine), один из подписавших Декларацию независимости; Чарльз Грант (прадед Мэдисона Гранта), служивший офицером в англо-американскую войну 1812 года; Габриэль Грант (отец Мэдисона Гранта), выдающийся врач и начальник службы здравоохранения города Ньюарк. За свою службу военным хирургом Второго нью-джерсийского добровольческого полка доктор Габриэль Грант был награждён медалью Почета. Во время битвы при Фэйр-Оукс Габриэль Грант под сильным обстрелом эвакуировал раненых с поля боя.
Начальное образование Мэдисон Грант получил у частных репетиторов. Путешествовал с отцом по Европе и Ближнему Востоку. По возвращении в США поступил в Йельский университет и в 1887 году окончил его досрочно и с отличием (бакалавр искусств). Юридическое образование Грант получил в Школе права Колумбийского университета, по окончании которой он занимался адвокатской практикой, хотя его больше привлекала стезя натуралиста.
Мэдисон Грант никогда не был женат и не имел детей.
Умер 30 мая 1937 года от нефрита и был похоронен на кладбище «Сонная лощина» в 48 километрах к северу от центра Манхэттена. На его похоронах присутствовало несколько сотен человек. Не имея наследников, Грант завещал 25 тысяч долларов Нью-Йоркскому зоологическому обществу на создание «Благотворительного фонда имени Гранта для защиты диких животных», 5 тысяч долларов — Американскому музею естественной истории и ещё 5 тысяч долларов — некоммерческой организации Boone and Crockett Club, основанной Теодором Рузвельтом в 1887 году и пропагандирующей этические принципы «честной охоты» на крупных диких животных.
Мэдисон Грант был не только активным защитником природы. Он был также противником войны, сомневался в правильности империалистической политики и горячо поддерживал регулирование рождаемости.

## Нордизм

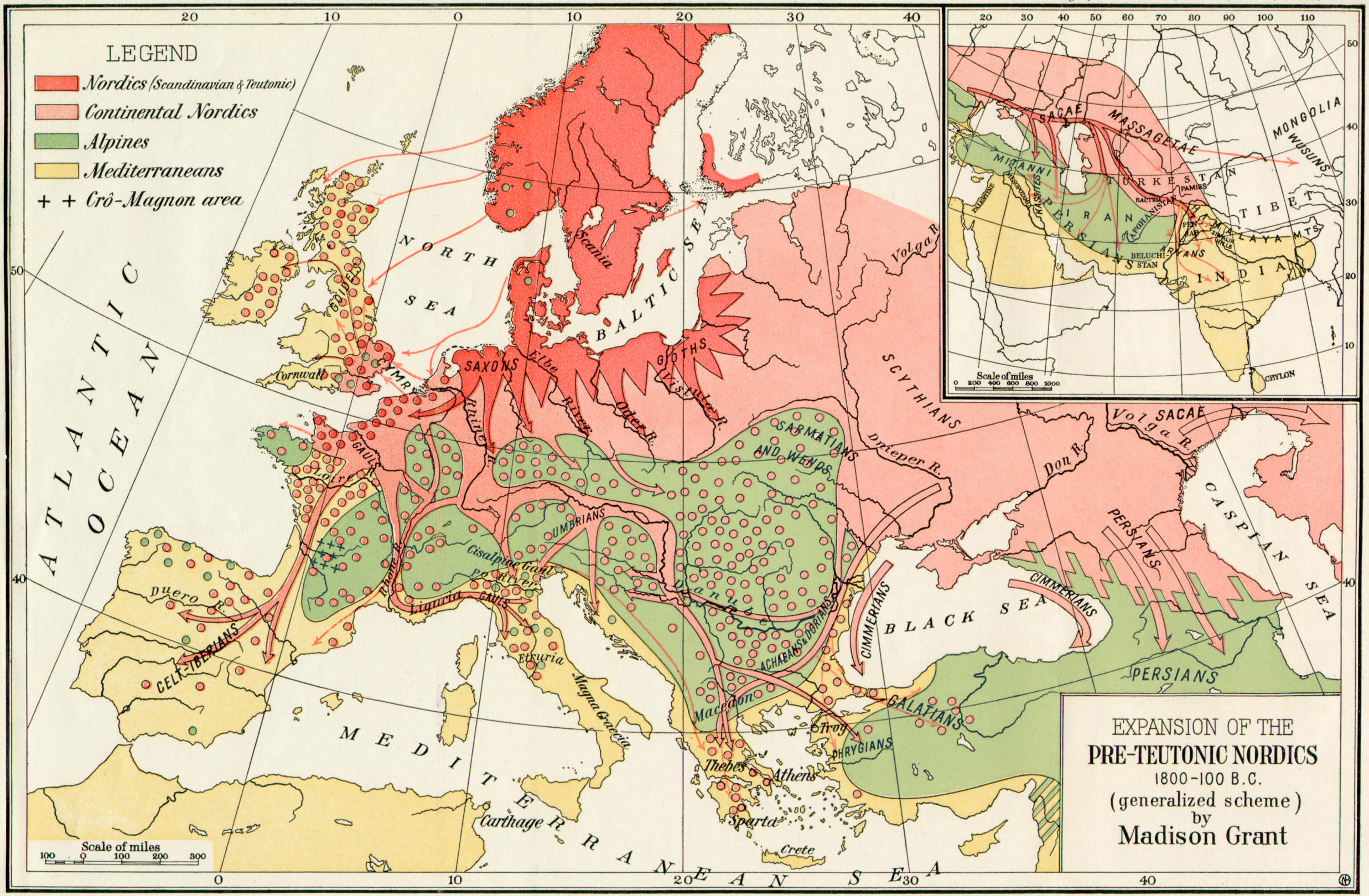
«Экспансия протогерманских нордидов», карта из книги Мэдисона Гранта «Конец великой расы» (1916)

Грант получил широкую известность прежде всего как автор популярной книги «Конец великой расы» (1916) — тщательной и подробной работы по вопросам расовой гигиены, детально описывающей «расовую историю» Европы. Книга выразила обеспокоенность Гранта изменением расового состава иммигрантов в Америку в начале XX века: рост числа иммигрантов из Южной и Восточной Европы, тогда как ранее преобладали более «нордические» иммигранты из Западной и Северной Европы.
Книга даёт расистскую интерпретацию современной Гранту антропологии и истории, рассматривая расу как основной двигатель цивилизации. Сходные идеи выдвигались в Германии Густафом Коссинной.
Грант пропагандировал идею «нордической расы» — не имеющей чёткого определения биологически-культурной группы, происходящей из Скандинавии — как культуртреггеров, основной группы, обеспечивающей прогресс человечества, что выражено в подзаголовоке книги: «Расовая основа европейской истории». Как убежденный евгеник, Грант выступал за вычленение, изоляцию и, в конечном счёте, устранение из человеческого генофонда, по его мнению, «нежелательных» характерных черт и «бесполезных расовых типов». Он считал необходимым поощрение, распространение и, в конце концов, восстановление желательных характерных черт, благоприятных для «нордического» общества, и «полезных расовых типов»:

Жёсткая система отбора посредством устранения слабых телом или здоровьем — другими словами, социально неудовлетворительных субъектов — полностью разрешила бы этот вопрос за одну сотню лет, а также позволила бы нам избавиться от нежелательных элементов, переполняющих наши тюрьмы, больницы и психиатрические лечебницы. Сами такие субъекты могут получать от окружающих питание, образование и защиту на протяжении всей их жизни, но государство, используя стерилизацию, должно обеспечить пресечение их биологических линий, иначе на будущие поколения падёт проклятие в виде всё увеличивающегося гнёта потерявшей всякие ориентиры сентиментальности. Стерилизация — практичное, милосердное и неизбежное решение всей этой проблемы, и она может последовательно применяться ко всё более широкому кругу социальных отбросов — начиная во всех случаях с преступников, болезненных и сумасшедших, постепенно переходя к тем типам, которые можно назвать скорее слабаками, чем ущербными, и, в конечном счёте, возможно и на не имеющие никакой ценности расовые типы.
В своей книге Грант рекомендовал сегрегацию «нежелательных» рас в специальных районах проживания, обеспечиваемую созданием в рамках системы общественного здравоохранения неправительственных организаций с квази-диктаторскими полномочиями. Он утверждал, что рост числа представителей «не-нордических» расовых типов в «нордической» системе, основанной на свободе, будет фактически означать рабскую зависимость от желаний, страстей и низменного поведения.
По его мнению, такое растление общества, в свою очередь, приведёт к подчинению «нордического» населения «качественно худшим» расам. Результатом этого будет падение исконных «нордических рас» на дно развращённой и бессильной системы, над которой доминируют «менее качественные» расы. Причём и одни, и другие окажутся под властью новой правящей расы.
«Нордическая» теория в формулировке Гранта была схожа со многими расовыми теориями XIX века, разделявшими человечество, в основном, на три основные ярко выраженные расы: европеоидную (с базовым ареалом в Европе), негроидную (с базовым ареалом в Африке) и монголоидную (с базовым ареалом в Азии). «Нордическая» теория предусматривала дальнейшее подразделение европеоидной расы на три части: «нордическую» (обитающую в Северной Европе и на других частях Европейского континента), альпийскую (чья территория включала в себя Центральную Европу и некоторые части Азии) и средиземноморскую (обитавшую в Южной Европе, Северной Африке и на Ближнем Востоке).
По мнению Гранта, нордики, вероятно, развивались в таком климате, который 

должно быть, налагал на ущербных жёсткие ограничения посредством суровой зимы и необходимости в трудолюбии и в предвидении в течение короткого лета для обеспечении себя пищей, одеждой и убежищем на большую часть года. Такие потребности в энергии при их длительном наличии приводят к образованию сильной, жизнеспособной и самодостаточной расы, которая будет неизбежно побеждать в бою те нации, слабые элементы которых не были предварительно вычищены настолько же суровыми условиями окружающей среды (стр. 170).
Грант выдвигал аргументы в пользу того, что наиболее вероятным регионом формирования «прото-нордического» человека перед его миграцией на север в Скандинавию были Восточная Германия, Польша и Россия.
По его гипотезе, нордики были Homo europaeus, или «белыми людьми» в полном смысле этого слова. Во всех местах своего обитания нордики демонстрируют уникальные характеристики: высокий рост, волнистые тёмно-русые или белокурые волосы; голубые, серые или светло-карие глаза; светлую кожу; высоко расположенный, узкий и прямой нос; вытянутый череп, а также густую шевелюру и оволосение по мужскому типу. Альпийцев Грант полагал низшей из трёх европейских рас, а нордиков — вершиной цивилизационного развития:

Во всём мире нордики — это раса солдат, моряков, искателей приключений и исследователей, но превыше всего — раса правителей, организаторов и аристократов, ярко контрастирующая с преимущественно крестьянских характером альпийцев. Рыцарство и благородство, как и их пока ещё существующие, хотя и значительно ослабленные эквиваленты, являются характерными «нордическими» чертами, а распространённые среди европейцев феодализм, классовые различия и расовая гордость прослеживаются, по большей части, к их истокам на Севере.
Будучи знакомым с теорией «нордической» миграции в Средиземноморье, Грант, похоже, отвергает эту теорию, как объяснение высокого уровня развития греко-римской цивилизации:

Умственные характеристики средиземноморской расы хорошо известны, и эта раса, будучи по своей физической силе слабее как нордиков, так и альпийцев, вероятно, превосходит их, в особенности альпийцев, в области интеллектуальных достижений. В области искусства превосходство средиземноморцев над двумя другими европейскими расами является бесспорным.
Северную Африку Грант рассматривал, как часть европейского Средиземноморья:

Как сейчас, так и во все времена, начиная с третичного периода, территория Африки к северу от Сахары с точки зрения зоологии является частью Европы. Это справедливо как в отношении животных, так и в отношении человеческих рас. В настоящее время берберы Северной Африки расово идентичны испанцам и жителям юга Италии.
И все же, несмотря на признание способностей средиземноморцев к искусству, далее Грант пишет о возможной зависимости достижений средиземноморцев от нордических идеалов и нордической структуры общества:

Эта раса дала миру великие цивилизации Египта, Крита, Финикии и Карфагена, Этрурии и Микенской Греции. Она дала нам, смешавшись с нордическим элементом и воодушевившись им, наиболее великолепную из цивилизаций — древнюю Элладу и наиболее долговечную из политических организаций — Римское государство. Теперь трудно сказать, насколько средиземноморская раса вошла в кровь и цивилизацию Рима, однако, традиции Вечного города, его любовь к организованности и закону, его военная эффективность, также как и римские идеалы семейной жизни, верности и правды — все чётко указывает на их скорее нордическое, чем средиземноморское происхождение.
По мнению Гранта, современное ему состояние нордиков было плачевным вследствие их отказа от культурных ценностей, коренящихся в исконном религиозном или суеверном расовом чувстве. Нордики оказались на грани «расового суицида», обусловленного смешанными браками и низкой рождаемостью сравнительно с качественно худшими расами, которые не упускали возможности воспользоваться таким положением дел.
Книга была необычайно популярна, выдержала несколько переизданий в США, была переведена на несколько языков, в том числе, в 1925 году, на немецкий. К 1937 году в США было продано 16 тысяч её экземпляров. Стивен Гулд назвал книгу «Конец великой расы» наиболее влиятельным трактатом американского научного расизма.
В 1920—1930-х годах «нордическая» теория нашла широкую поддержку среди сторонников движения расовой гигиены в Германии. Они обычно использовали термин «арийцы» вместо «нордики», хотя один из главных идеологов нацизма Альфред Розенберг предпочитал термины «арийско-нордический» или «нордическо-атлантский». Работа Гранта была с восторгом встречена сторонниками национал-социализма в Германии, и после прихода нацистов к власти эта книга была первой напечатанной ими книгой иностранного автора. «Эта книга — моя Библия» — так написал Адольф Гитлер в своём письме Мэдисону Гранту.
Книга Гранта считалась одной из наиболее влиятельных и мощных американских работ по научному расизму и евгенике. Одним из постоянных оппонентов Гранта был антрополог Франц Боас, к которому Грант испытывал неприязнь и увольнения которого из Колумбийского университета он пытался добиться в течение нескольких лет. Боас и Грант вели жёсткую борьбу за контроль над американской антропологией, хотя после Первой мировой войны они оба стали (наряду с другими лицами) членами Комитета по антропологии Национального Исследовательского Совета США.
В то время Грант — несмотря на свой не совсем профессиональный статус — представлял «наследственную школу» физической антропологии и вёл непримиримую борьбу с Боасом и его учениками, выступавшими с позиций культурной антропологии. В конечном счёте Боас со своими учениками отобрали у Гранта и его сторонников контроль над Американской антропологической ассоциацией и использовали эту организацию, как флагман пропаганды своих воззрений на антропологию. В ответ на это и в качестве альтернативы Боасу Грант вместе с американским евгеником и биологом Чарльзом Девенпортом основал в 1918 году «Гальтоновское общество».

## Борьба с иммиграцией
Грант был сторонником уменьшения иммиграции в США путём ограничения иммиграции из Восточной и Южной Европы, а также полного запрета иммиграции из Восточной Азии. Он пропагандировал очищение населения страны посредством селекции. С 1922 года и до своей смерти Грант являлся вице-президентом Лиги за ограничение иммиграции. В качестве привлечённого эксперта Грант подготовил расовую статистику, использованную при принятии Закона об ограничении иммиграции от 1924 года, установившего иммиграционные квоты для некоторых европейских стран. Уже после принятия этого закона Грант не скрывал раздражения по поводу того, что ежегодно небольшое количество «не-нордиков» всё же получало право на въезд в США. Также Грант содействовал принятию и исполнению нескольких законов, направленных против смешанных браков, в частности Закона штата Вирджиния о расовой чистоте от 1924 года, которым Грант хотел кодифицировать собственную версию «правила одной капли крови».
Несмотря на исключительную влиятельность в законодательном продвижении своей расовой теории, в 1930-х годах Грант стал терять популярность в США. Снижение интереса к его деятельности связывалось как с последствиями Великой депрессии, вызвавшими негативную реакцию широкой общественности на социал-дарвинизм и связанные с ним теории, так и с изменением динамики расовых проблем в США в межвоенный период. В результате «Великого переселения» афроамериканцев из южных в северные и западные штаты США на первый план выдвинулась «двухрасовая» (чёрные против белых) теория ученика Гранта Лотропа Стоддарда, которая привлекала больше внимания, чем вопрос разделения населения Европы на расовые группы. Снижению популярности Гранта среди интеллектуалов также способствовал приход к власти в Германии нацистов, поскольку их открыто расистские теории были сходны с теориями Гранта, что ставило его в неловкое положение ещё до того, как нацистская Германия оказалась в состоянии войны с США.

## Защита природы
Грант был близким другом нескольких президентов США, включая Теодора Рузвельта и Герберта Гувера, а также активным защитником природы. Ему в заслугу ставится спасение от исчезновения многих видов живых организмов и совместное с Фредериком Бернхемом, Дж. Мерриамом и Генри Осборном создание в 1918 году Лиги «Спасти Секвойю». Также он принимал участие в разработке первых законов об оленьей охоте штата Нью-Йорк, которые со временем были приняты и в других штатах США.
Грант был создателем такой отрасли хозяйства, как управление ресурсами дикой фауны; участвовал в основании Бронксского зоопарка, строительстве бульвара Bronx River Parkway, внёс вклад в спасение американского бизона, организовав «Общество американского бизона»; был одним из создателей национальных парков Глейшер и Денали. В 1906 году, будучи секретарем Нью-Йоркского зоологического общества, он настойчиво предлагал поместить конголезского пигмея Ота Бенга в Бронксском зоопарке рядом с человекообразными обезьянами.
В 1920-х — 1930-х годах Грант был членом правления многих евгенических и филантропических обществ, включая попечительский совет Американского музея естественной истории. Занимал пост директора Американского евгенического общества и пост вице-президента Лиги за ограничение иммиграции, был одним из основателей Гальтонского общества и одним из восьми членов Международного комитета по евгенике. В 1921 году он был награждён золотой медалью Общества искусств и наук. В 1931 году Управление парков штата Калифорния посвятило самое большое в мире дерево (находившееся в городе Дайервиль) Гранту, Мерриаму и Осборну в знак признания их усилий по защите природы. Также в честь Гранта был назван вид оленей карибу (Rangifer tarandus granti), известный под названием «карибу Гранта». С 1893 года Грант был членом охотничьего клуба Boone and Crocket Club, где он подружился с президентом Теодором Рузвельтом. С 1925 года и до своей смерти Грант возглавлял Нью-Йоркское зоологическое общество.
Историк Джонатан Спиро (Jonathan Spiro) считает, что природоохранная и евгеническая деятельность Гранта имели определённую взаимосвязь — защита природы и евгеника были символами движения прогрессивизма, зародившегося в начале 1920-х годов, и обе они предполагали необходимость в разумном руководстве при решении насущных задач. По мнению Гранта, природные ресурсы нуждались в их сохранении для нордической расы и только для неё. Грант относился к нордической расе с такой же любовью, с какой он относился к исчезающим видам растений и животных, и считал, что современное ему индустриальное общество настолько же сильно угрожает существованию нордической расы, насколько оно угрожает существованию секвойи. Подобно многим евгеникам Грант считал современную цивилизацию нарушением принципа естественного отбора, проявлявшимся как в виде чрезмерной вырубки лесов, так и в виде выживания бедных при помощи социальной защиты или благотворительности.

## Историческое наследие
Грант стал частью американской массовой культуры 1920-х годов, в особенности это было характерно для Нью-Йорка. Его позиция защитника природы и его увлечение зоологической естественной историей сделали Гранта весьма влиятельной личностью среди нью-йоркской элиты, которая была согласна с его идеями, в особенности это касалось Теодора Рузвельта. Френсис Скотт Фитцджеральд в «Великом Гэтсби» упомянул Гранта в эпизоде, где Том Бьюкенен — муж Дейзи Бьюкенен, основной героини романа, читал книгу «Возвышение цветных империй» за авторством «этого Годдарда», в которых угадывается объединение книг «Конец великой расы» и «Волна цветных, поднимающаяся против господства белых над миром», написанных Грантом и его коллегой Лотропом Стоддардом. Грант написал предисловие к книге Стоддарда.

Цивилизация разваливается на части, — сказал вдруг Том с немалой страстью. Я уже стал отчаянным пессимистом по поводу всего этого. Вы читали „Возвышение цветных империй“ этого Годдарда?
Нет, а что? — ответил я немало удивленный его тоном.
Это хорошая книга, и её следует прочитать каждому. В ней говорится о том, что если мы не будем начеку, то белая раса… её просто захлестнёт и потопит. Это научное исследование, там всё доказано.
Том становится очень глубокомысленным, — сказала Дейзи тоном одновременно беззаботным и печальным. Он читает умные книги, в которых длинные слова. Как там было?..
Это всё научные книги, — настаивал Том, бросив на неё нетерпеливый взгляд. Там автор все объяснил: если мы, как доминантная раса, потеряем бдительность, то командовать начнут другие расы.
Мы должны сломить их, — прошептала Дейзи, ожесточенно моргая, но не отворачиваясь от палящего солнца.
Вам бы следовало жить в Калифорнии… — начала мисс Бейкер, но Том прервал её, начав ворочаться в своём кресле.
Идея заключается в том, что мы — нордики. И я, и вы, и вы, и… — после краткого мига колебания он лёгким кивком причислил к нордикам и Дейзи, которая ещё раз подмигнула мне. …И мы создали все то, что составляет цивилизацию — ну, науку, искусство и всё такое. Понимаете?

В его одержимости этой идеей было нечто беспомощное, как будто его самоуверенности, заметно возросшей по сравнению с былыми временами, ему самому было уже недостаточно.
В мае 1921 года, вскоре после своей первой неудачной поездки в Европу, Фитцджеральд писал американскому литературному критику Эдмунду Вильсону:

Проклят будь европейский континент. Он интересен только как антиквариат. Риму осталось всего несколько лет до участи Тира и Вавилона. Негры тонкой змейкой ползут на север, чтобы осквернить нордическую расу. Итальянцы уже стали неграми в душе. Поставьте препоны иммиграции и впускайте только скандинавов, тевтонов, англосаксов и кельтов. От Франции меня тошнит. Её глупое позёрство — как будто она есть нечто, что мир просто обязан спасти… Совершенно напрасно — я думаю — Англия и Америка не позволили Германии завоевать Европу. Лишь так можно было бы спасти это сборище старых шатающихся развалин.
Фицтджеральд признавал, что в этих словах сквозит расизм, и — казалось — сам испытывал к этому отвращение. Он писал: «Моя реакция была насквозь обывательской, анти-социалистической, провинциальной и расово-чванливой». Тем не менее, он продолжал в том же духе: «Наконец, я поверил в бремя белого человека. Мы настолько же выше современного француза, насколько тот выше негра. Даже в искусстве! Да и во всём».
Адольф Гитлер очень благожелательно отзывался о книге «Конец великой расы». В начале 1930-х годов он написал Гранту типичное письмо восторженного поклонника, в котором назвал книгу Гранта «своей Библией». В ходе послевоенных Нюрнбергских процессов книга Гранта приводилась в качестве доказательства защитой Карла Брандта, личного врача Гитлера и руководителя нацистской программы эвтаназии. Защита хотела оправдать расовую политику нацистской Германии или хотя бы показать, что её идеологические основы не были уникальными.
Работы Гранта по «научному» расизму цитировались с целью демонстрации того, что связываемый с нацистской Германией набор идей, базирующихся на геноциде и евгенике, имеет вовсе не исключительно германское происхождение, и что многие из таких идей развивались в других странах, включая США. Вследствие широких связей Гранта и его дружбы с влиятельными людьми на него часто указывали, как на пример наличия в США расовой ветви евгенической философии, имевшей определённое влияние до начала Второй мировой войны. Из-за того, что работы Гранта в области евгеники были использованы руководителями нацистской Германии в своих целях, деятельность Гранта в области охраны природы стала в какой-то степени игнорироваться и скрываться, поскольку многие организации, с которыми Грант был когда-то связан (такие как Sierra Club), стремились свести эту связь к минимуму.
Андерс Брейвик упомянул Мэдисона Гранта в своём обращении «2083: Европейская декларация независимости», в которой Брейвик говорит о необходимости сохранения «нордической расы» и критикует смешанные браки.

## Работы
- The Caribou. New York: Office of the New York Zoological Society, 1902.
- "Moose". New York: Report of the Forest, Fish, Game Commission, 1903.
- The Origin and Relationship of the Large Mammals of North America. New York: Office of the New York Zoological Society, 1904.
- The Rocky Mountain Goat. Office of the New York Zoological Society, 1905.
- Grant, Madison. The Passing of the Great Race: Or, The Racial Basis of European History. — New York: Charles Scribner's Sons, 1916.
  - New ed., rev. and Amplified, with a New Preface by Henry Fairfield Osborn. New York: Charles Scribner's Sons, 1918
  - Rev. ed., with a Documentary Supplement, and a Preface by Henry Fairfield Osborn. New York: Charles Scribner's Sons, 1921.
  - Fourth rev. ed., with a Documentary Supplement, and a Preface by Henry Fairfield Osborn. New York: Charles Scribner's Sons, 1936.
- Saving the Redwoods; an Account of the Movement During 1919 to Preserve the Redwoods of California. New York: Zoological Society, 1919.[27]
- Early History of Glacier National Park, Montana. Washington: Govt. print. off., 1919.
- The Conquest of a Continent; or, The Expansion of Races in America, Charles Scribner's Sons, 1933.

Некоторые статьи
- "The Depletion of American Forests", Century Magazine, Vol. XLVIII, No. 1, May 1894.
- "The Vanishing Moose, and their Extermination in the Adirondacks", Century Magazine, Vol. XLVII, 1894.
- "A Canadian Moose Hunt". In: Theodore Roosevelt (ed.), Hunting in Many Lands. New York: Forest and Stream Publishing Company, 1895.
- "The Future of Our Fauna", Zoological Society Bulletin, No. 34, June 1909.
- "History of the Zoological Society", Zoological Society Bulletin, Decennial Number, No. 37, January 1910.
- "Condition of Wild Life in Alaska". In: Hunting at High Altitudes. New York: Harper & Brothers, Publishers, 1913.
- "Wild Life Protection", Zoological Society Bulletin, Vol. XIX, No. 1, January 1916.
- "The Passing of the Great Race", Geographical Review, Vol. 2, No. 5, Nov., 1916.
- "The Physical Basis of Race", Journal of the National Institute of Social Sciences, Vol. III, January 1917.
- "Discussion of Article on Democracy and Heredity", The Journal of Heredity, Vol. X, No. 4, April, 1919.
- "Restriction of Immigration: Racial Aspects", Journal of the National Institute of Social Sciences, Vol. VII, August 1921.
- "Racial Transformation of America", The North American Review, March 1924.
- "America for the Americans", The Forum, September 1925.

В соавторстве и редакция
- Leon Dominian, The Frontiers of Language and Nationality in Europe, with an introduction by Madison Grant. New York: H. Holt and Company, 1916.
- Lothrop Stoddard, The Rising Tide of Color Against White World-Supremacy, with an introduction by Madison Grant. New York: Charles Scribner's Sons, 1921
- Ed., with Charles Stewart Davidson. The Founders of the Republic on Immigration, Naturalization and Aliens, collected for and edited by Madison Grant and Charles Stewart Davidson. New York: C. Scribner's Sons, 1928.
- Ed., with Charles Stewart Davidson, The Alien in Our Midst; or, "Selling our Birthright for a Mess of Pottage"; the Written Views of a Number of Americans (present and former) on Immigration and its Results. New York: The Galton Publishing Co., 1930.